# Dieter Welsink
Dieter Welsink (Marl, 1957) es un político y deportista alemán que compitió para la RFA en piragüismo en la modalidad de eslalon.

## Trayectoria
Ganó dos medallas en el Campeonato Mundial de Piragüismo en Eslalon, oro en 1979 y plata en 1981.
Se formó en la Escuela Superior de Deportes de Alemania de Colonia y estudió Fisioterapia en la Universidad del Hospital de Düsseldorf. Obtuvo el doctorado de Ciencias del Deporte en la Universidad de Wuppertal.
Fundó una firma de fisioterapia con sucursales en Neuss, Mönchengladbach, Essen y Colonia. Además, ocupó diversos cargos políticos, entre ellos fue presidente del grupo parlamentario de la CDU en el consejo del distrito de Neuss de 2009 a 2022.
En 2010 fue galardonado con la Cruz de la Orden del Mérito de Alemania.

## Palmarés internacional
| Campeonato Mundial | Campeonato Mundial | Campeonato Mundial | Campeonato Mundial |
| Año                | Lugar              | Medalla            | Competición        |
| ------------------ | ------------------ | ------------------ | ------------------ |
| 1979               | Jonquière (Canadá) | Medalla de oro     | C2 individual      |
| 1981               | Bala (Reino Unido) | Medalla de plata   | C2 individual      |